# Yvonne Elliman
Yvonne Marianne Elliman (Honolulu, 29 dicembre 1951) è una cantante statunitense.

## Biografia
Suo padre era di origine irlandese, la madre invece giapponese.
Yvonne, che allora cantava in piccoli club, venne scoperta da Tim Rice, che in seguito le fece interpretare il ruolo di Maria Maddalena nel film musical Jesus Christ Superstar. Nel film spiccano le sue doti canore soprattutto nella ballata I don't know how to love him.
Fu in questo periodo che nei viaggi tra Broadway e Londra, si trovò, assieme al marito e presidente della RSO, negli studi di Miami, dove Eric Clapton, con il quale ebbe una bollente storia d'amore, stava registrando il suo 461 Ocean Boulevard. Iniziò così una proficua collaborazione che durò per molti dischi a venire.
In seguito ha partecipato alla colonna sonora de La febbre del sabato sera (Saturday Night Fever con il brano If I Can't Have You scritta dai Bee Gees). Ha successivamente ottenuto altri successi, anche se non così importanti, con altri lavori musicali, tra cui vale la pena ricordare il brano "Edge of the world" inserito nella colonna sonora del film Wargames del 1983.
Dopo essersi ritirata a vita privata per dedicarsi alla famiglia durante gli anni ottanta, è ritornata sulla scena musicale nel 2004, pubblicando un nuovo album.

## Discografia

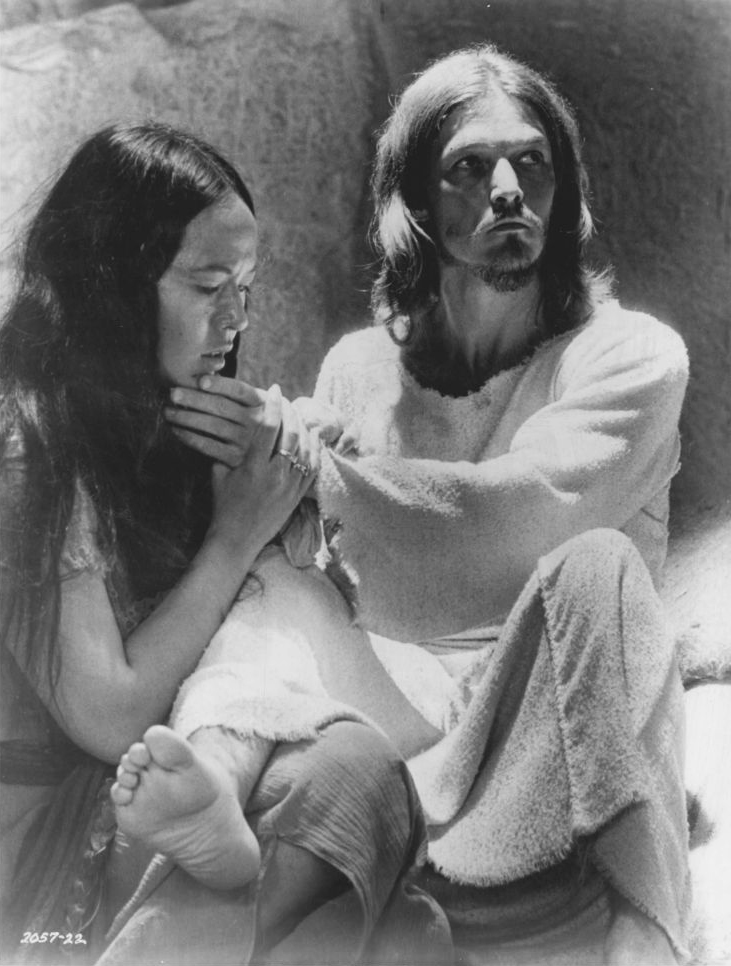
Yvonne Elliman nel ruolo di Maria Maddalena con Ted Neeley in quello di Gesù in una foto pubblicitaria di Jesus Christ Superstar.

### Album
- 1972 - Yvonne Elliman
- 1973 - Food of Love
- 1975 - Rising Sun
- 1976 - Love Me
- 1978 - Night Flight
- 1979 - Yvonne
- 2004 - Simple Needs

### Singoli entrati in classifica
- 1972 - I Don't Know How to Love Him (US #28, UK, #47)
- 1972 - Everything's Alright  (US #97)
- 1976 - Walk Right In  (US #109)
- 1976 - Love Me  (US #14, UK, #6)
- 1977 - Hello Stranger  (US #15, UK, #26)
- 1977 - If I Can't Have You  (US #1, UK, #4)
- 1978 - I Can't Get You Outa My Mind  (UK #17)
- 1979 - Moment by Moment (US #59)
- 1979 - Love Pains  (US #34)
- 1980 - Your Precious Love (US #109)

### Raccolte
- Millennium Collection (CD)
- 1999 - The Collection (Spectrum, CD)
- The Best Of (CD)

### Partecipazioni
- 1970 - Autori Vari Jesus Christ Superstar (Decca, LC, MC, CD)
- 1971 - Jon Lord Gemini Suite
- 1973 - Autori Vari Jesus Christ Superstar (LP, MC, CD) colonna sonora originale
- 1977 - Autori Vari Saturday Night Fever (LP, MC, CD) colonna sonora originale
- 1983 - Arthur B. Rubinstein Edge Of The World, in Wargames colonna sonora originale, ma nel film compare soltanto il brano strumentale

## Filmografia
- Jesus Christ Superstar, regia di Norman Jewison (1973)
- Sgt. Pepper's Lonely Hearts Club Band, regia di Michael Schultz (1978)
- Hawaii Squadra Cinque Zero (Hawaii Five-O) - serie TV, episodi 11x12-13 (1978-1979)